# خواكين إستيفيه
خواكين إستيفيه (بالإسبانية: Joaquín Estévez)‏ هو لاعب غولف أرجنتيني، ولد في 22 سبتمبر 1984 في باهيا بلانكا في الأرجنتين.

## وصلات خارجية
- خواكين إستيفيه على موقع رابطة أوروبا للاعبي الغولف المحترفين (الإنجليزية)
- خواكين إستيفيه على موقع التصنيف العالمي الرسمي للغولف (الإنجليزية)